# Brackletter

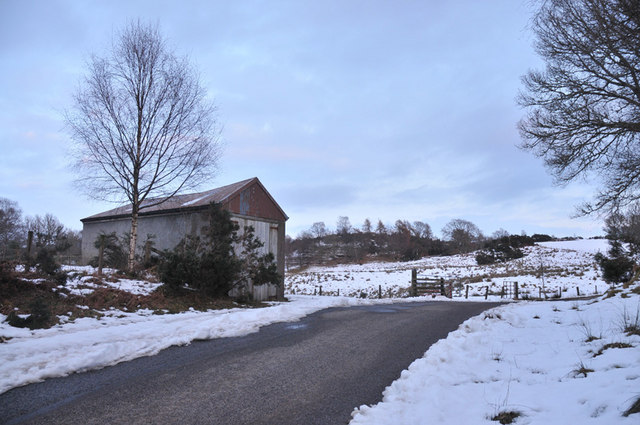
Scheune bei Brackletter

Brackletter ist eine kleine Ortschaft, die südwestlich von Inverness in der Region Highland im Norden von Schottland liegt. Im Rahmen der historischen Gliederung Schottlands in Civil Parishes zählt es zu Kilmonivaig, das zu Inverness-shire gehörte.
Brackletter liegt im Great Glen auf eine Anhöhe oberhalb des linken, südwestlichen Ufers des River Spean. Es umfasst nur einige wenige Häuser und hat keinerlei herausragende Funktion. Die den Ort durchziehende Nebenstraße führt von Kilmonivaig im Westen über Highbridge nach Spean Bridge im Osten.